# Záseky

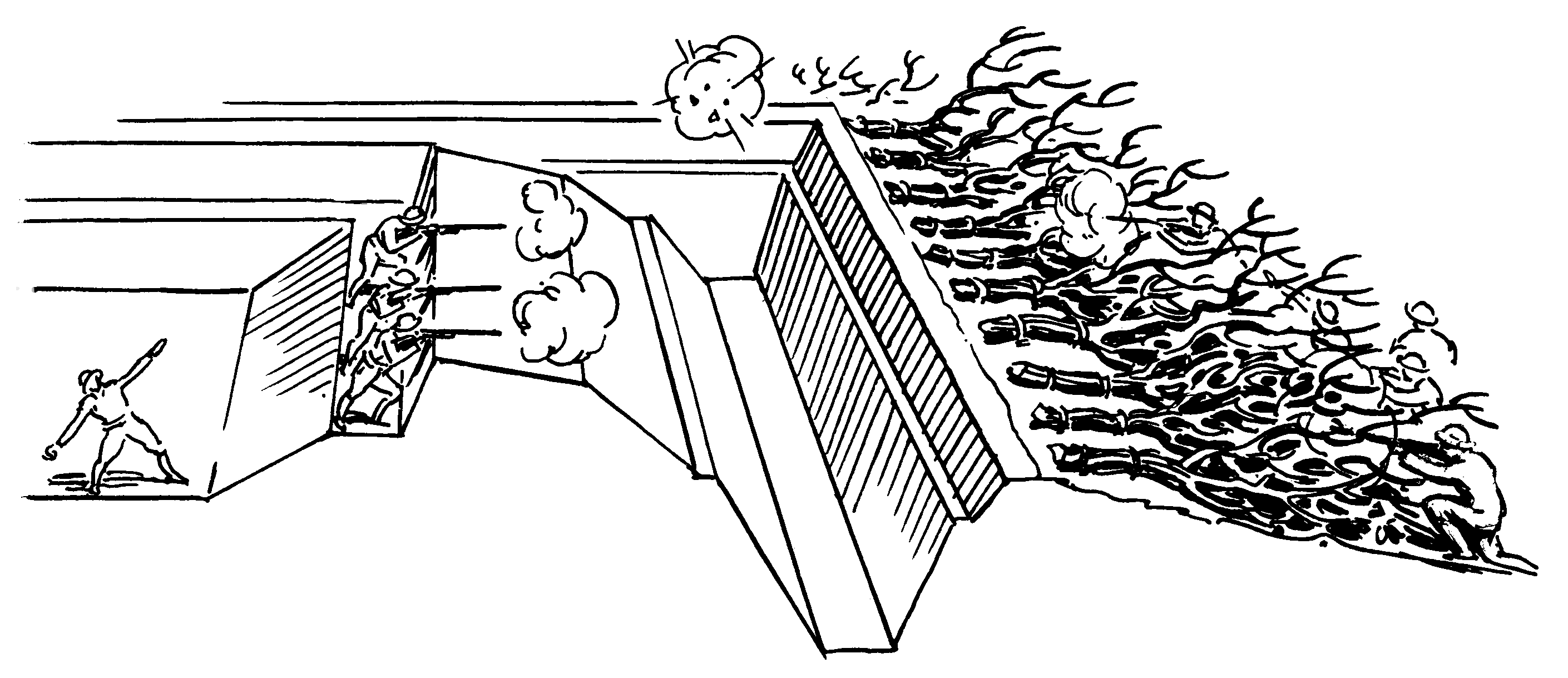
Záseky mají udržet blížícího se nepřítele co nejdéle pod palbou

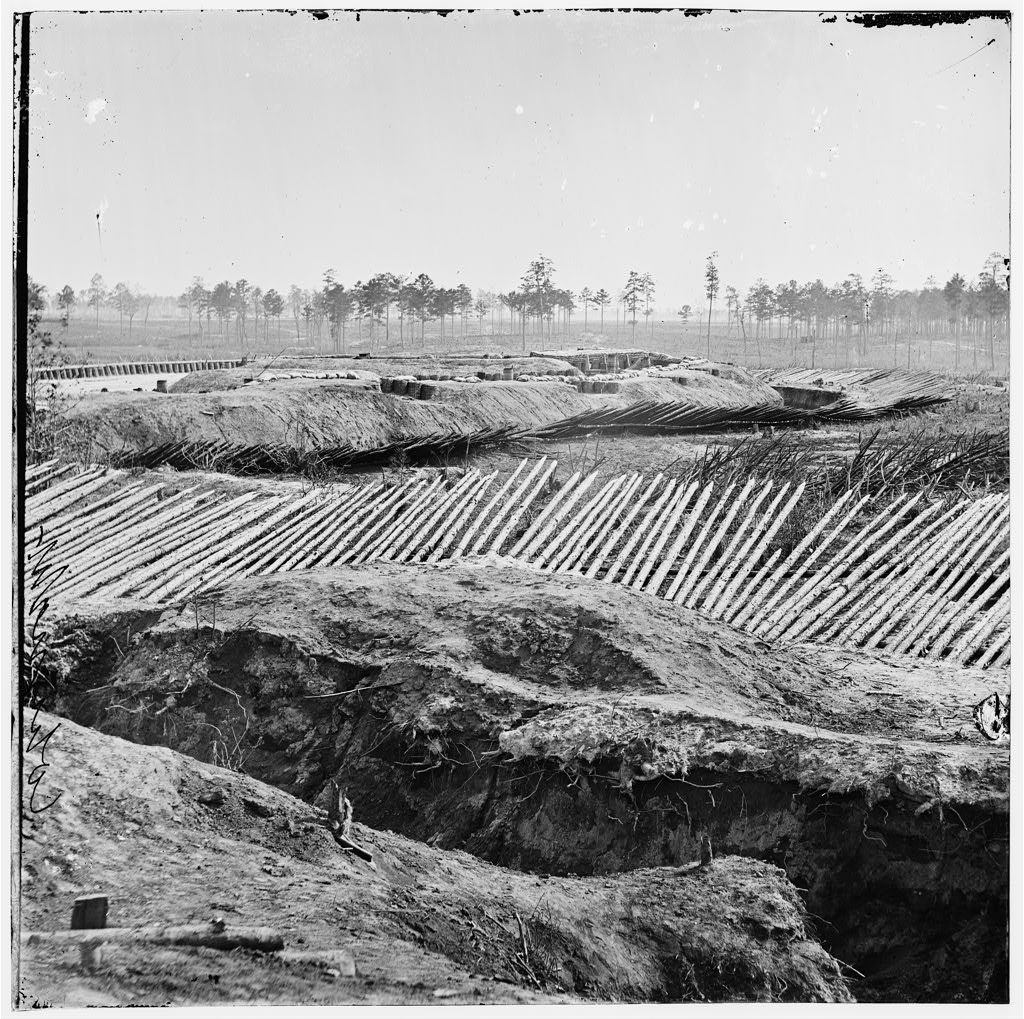
Záseky před příkopovými liniemi Unie v Petersburgu v roce 1865

Záseky (též v jednotném čísle záseka) jsou polní opevnění tvořené obvykle kmeny nebo větvemi stromů a keřů položenými tak, aby jejich vrcholy mířily směrem k nepříteli. Dřevo bývá prokládáno nebo svazováno drátem, aby je nebylo možno snadno odsunout. Záseky se používají samostatně nebo v kombinaci s drátěnými propletenci a jinými překážkami.

## Dějiny

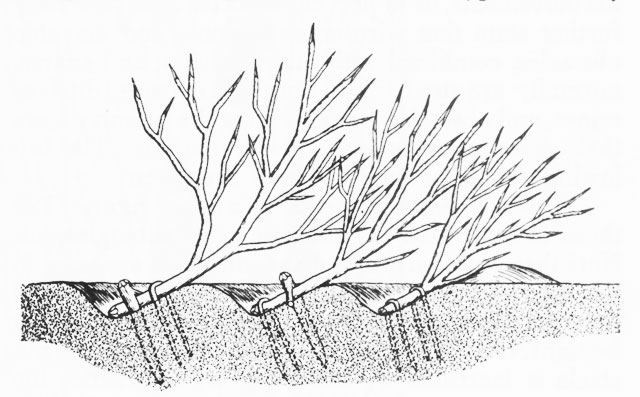
Záseky improvizované japonskými jednotkami během druhé světové války

Existují důkazy, že záseky byly používány již v době římského císařství, později například v americké občanské válce a britsko-zulské válce z roku 1879.
Klasické použití záseků bylo v bitvě u Carillonu (1758) během sedmileté války. 3600 francouzských vojáků odrazilo obrovskou přesilu 16 000 britských a koloniálních útočníků díky tomu, že své obranné pozice zpevnili mimořádně hustými záseky. Britové zjistili, že obranu nedokáží prolomit, a byli nuceni ustoupit s přibližně 2600 oběťmi. K dalšímu úspěšnému použití záseků došlo v bitvě u Chateauguay 26. října 1813, kdy přibližně 1300 Kanaďanů pod vedením Charlese-Michela de Salaberry porazilo americký sbor přibližně 4000 mužů, nebo v bitvě u Plattsburghu.

## Konstrukce

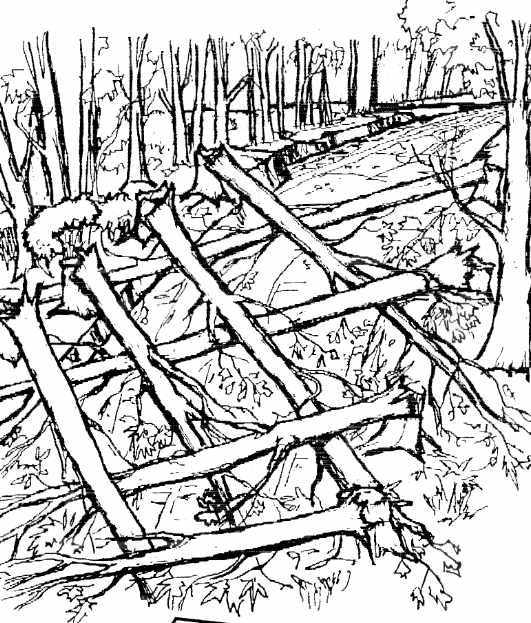
Velké záseky, vyrobené z celých stromů, mohou být účinnou protivozidlovou překážkou. Této formace lze dosáhnout použitím výbušnin - všimněte si roztříštěných pařezů

Americký vojenský mapový symbol pro záseky

Na rozdíl od ostnatého drátu je důležitou slabinou záseků to, že je lze zničit ohněm. Pokud jsou navíc kmeny spojeny lany místo dráty, může být lano velmi rychle spáleno, načež lze kmeny rychle od sebe oddělit háky házenými z bezpečné vzdálenosti. Důležitou výhodou naopak je, že v zalesněných oblastech lze improvizované záseky vytvořit velmi rychle, a to prostým kácení řady stromů tak, aby padaly svými vrcholy směrem k nepříteli. Přitom je možné kácet stromy pomocí výbušnin.

## Moderní využití
Záseky se dnes používají zřídka, protože byly z velké části nahrazeny drátěnými překážkami. Mohou však být použity jako náhrada nebo doplněk, když je nedostatek ostnatého drátu. Jako improvizovaná protitanková překážka fungují záseky složené z celých velkých stromů.
Ačkoli je moderní konvenční vojenské jednotky používají jen zřídka, jsou záseky stále oficiálně vyučovány ve výcviku armády a námořní pěchoty Spojených států. Současné americké pokyny doporučují při kácení stromů ponechat pařez vysoký 1 až 2 metry, a to takovým způsobem, aby se stromy po pádu vzájemně propletly pod úhlem 45 stupňů proti směru přístupu nepřítele. Dále se doporučuje, aby kmeny zůstaly spojené s pařezy a délka pokryté vozovky byla alespoň 75 m. Americké vojenské mapy zaznamenávají záseky pomocí obráceného „V“ s krátkou čárou, která sahá od něj doprava. 